# 2015 FP36
2015 FP36 est un objet transneptunien de magnitude absolue 7,4. Son diamètre serait d'environ 194 km selon Mike Brown. 